# Nuptse
De Nuptse (Tibetaans:Westelijke berg) is een berg gelegen in het Himalaya-gebergte. De Nupste ligt twee kilometer ten zuidwesten van de Mount Everest. Hij werd voor het eerst succesvol beklommen door een Brits expeditieteam, onder leiding van Dennis Davis op 16 mei 1961.
De berg bestaat uit zeven bergtoppen:
| Piek            | Hoogte | Breedtegraad | Lengtegraad |
| --------------- | ------ | ------------ | ----------- |
| Nuptse I        | 7861 m | 27°57′59″    | 86°53′24″   |
| Nuptse II       | 7827 m | 27°57′52″    | 86°53′34″   |
| Nuptse Shar I   | 7804 m | 27°57′41″    | 86°53′47″   |
| Nuptse Nup I    | 7784 m | 27°58′05″    | 86°53′08″   |
| Nuptse Shar II  | 7776 m | 27°57′39″    | 86°53′55″   |
| Nuptse Nup II   | 7742 m | 27°58′06″    | 86°52′54″   |
| Nuptse Shar III | 7695 m | 27°57′30″    | 86°54′42″   |